# Germán López Iglesias
Germán Augusto López Iglesias (Badajoz, 13 de agosto de 1950) es un político español del Partido Popular.  Fue director general de la Policía desde el 18 de noviembre de 2016 al 30 de junio de 2018.
Previamente, desde el 13 de junio de 2015, fue primer teniente de alcalde del Ayuntamiento de Badajoz. Con anterioridad, ocupó el cargo de delegado del Gobierno de España en Extremadura entre 2012 y 2015.
Además, López Iglesias formó parte de la candidatura del Partido Popular por Badajoz al Congreso de los Diputados para las elecciones generales de 2000, 2004, 2008 y 2011, siendo elegido diputado en tres ocasiones.
En el año 1987 fue elegido concejal del Ayuntamiento de Badajoz por primera vez, aunque no fue hasta 1995 cuando su partido ganó las elecciones. Durante esa primera etapa en el Ayuntamiento llegó a ser segundo teniente de alcalde. Entre 1996 y 2000 fue, además, jefe de Gabinete del delegado del Gobierno en Extremadura, Óscar Baselga.
Es ingeniero técnico agrónomo y funcionario del Estado desde 1973. En el año 2015 se le otorgó la Cruz de Plata de la Orden del Mérito de la Guardia Civil.

## Trayectoria política
Cuando el 18 de noviembre de 2016, siendo presidente del Gobierno Mariano Rajoy, el Consejo de Ministros aprobó su nombramiento como director general de la Policía, ocupaba un escaño en el Ayuntamiento de Badajoz desde las elecciones locales celebradas el 24 de mayo de 2015. Era primer teniente de alcalde y concejal responsable de la coordinación de las delegaciones, de la Policía Local, del tráfico, de los proyectos estratégicos, de las relaciones con Portugal, de las subvenciones, del patrimonio histórico, del transporte y del turismo. Además, ocupaba la portavocía del Gobierno Local.
Previamente, fue delegado del Gobierno de España en Extremadura entre el 11 de mayo de 2012 y el 17 de abril de 2015. Fueron sus primeros años como responsable de las Fuerzas y Cuerpos de Seguridad del Estado.
Hasta su nombramiento como delegado del Gobierno, había sido concejal del Ayuntamiento de Badajoz entre 1987 y 2012, llegando a ocupar en los últimos años las concejalías de Policía Urbana, Tráfico, Turismo, Institución Ferial de Badajoz (IFEBA), Comercio y Relaciones con Portugal. Además, coordinaba las subvenciones de los proyectos más importantes de la ciudad. En esta primera etapa en el Ayuntamiento llegó a ser segundo teniente de alcalde.
Paralelamente, ocupaba un escaño en el Congreso de los Diputados por la provincia de Badajoz. Fue elegido diputado por primera vez en el año 2000 y se mantuvo hasta el año 2008 (VII y VIII legislatura). En las elecciones de noviembre de 2011 (X legislatura), volvió a las Cortes, aunque seis meses después renunció a sus actas de diputado y de concejal para desempañar el cargo de delegado del Gobierno en Extremadura.
Fue elegido concejal de Badajoz por primera vez en 1987, con el desaparecido CDS. En el año 1995, entró en el Gobierno Local cuando el PP de Miguel Celdrán ganó por primera vez las elecciones en la capital pacense.
Entre 1996 y 2000 fue jefe de Gabinete de Óscar Baselga, que fue delegado del Gobierno en Extremadura durante los ocho años de Gobierno de José María Aznar.
Tomó posesión como director general de la Policía el 21 de noviembre de 2016 en un acto presidido por el ministro del Interior, Juan Ignacio Zoido. En ese mismo acto tomaron posesión el secretario de Estado de Seguridad, José Antonio Nieto; el director general de la Guardia Civil, José Manuel Holgado Merino; el director general de Tráfico, Gregorio Serrano López, y el director general del Gabinete del Ministro, Curro Pérez. Ocupó el cargo hasta el 30 de junio de 2018.
El 11 de mayo de 2012, el Consejo de Ministros, presidido por el presidente del Gobierno de España, Mariano Rajoy, aprobó el Real Decreto por el que le nombró delegado del Gobierno en Extremadura. Tomó posesión el 21 de mayo de ese mismo año, en un acto presidido por el ministro del Interior, Jorge Fernández Díaz. Ocupó el cargo hasta el 17 de abril de 2015 para concurrir como número dos del PP al Ayuntamiento de Badajoz.